# 「風になれ」 完全版20周年ベスト〜鈴木みのるテーマ曲集
『「風になれ」 完全版20周年ベスト〜鈴木みのるテーマ曲集』（かぜになれ かんぜんばん にじゅっしゅうねんベスト すずきみのるのテーマきょくしゅう）は、中村あゆみの企画盤。2015年9月30日発売。発売元はワーナーミュージック・ジャパン。規格品番はWPZL-31075/6（初回限定盤）WPCL-12217（通常盤）。

## 概要
中村が1995年にプロレスラーの鈴木みのるの入場テーマ曲に提供した「風になれ」発売20年を記念して企画されたベスト・アルバム。
1995年・2004年・2013年「風になれ」ボーカル入り3バージョン、Instrumental（〜guitar storm verion〜）、2010年一度だけ使用された「The Beautful days〜風になれ2〜」以上5バージョンを1枚のCDに収録。更に鈴木の過去入場使用曲を網羅。新曲『Run For You』を収録。

## 収録曲
特にことわりのない部分は鈴木みのるの側からのエピソードを記載している。
1. 風になれ〜I have to be a lonely warrior, tonight〜
  - 2015年の鈴木みのる入場テーマ曲
2. 翼の折れたエンジェル
  - 鈴木がいちファンとして購入したシングル曲。
  - 2008年に行われた鈴木の20周年記念興行のテーマ曲。
3. Rolling Age
  - UWF時代に鈴木のレスラーキャリア初の入場テーマとして使用。
4. BROTHER
  - UWF時代の1990年に使用したほか、1995年の『週刊プロレス』主催の東京ドーム興行「夢の架け橋」入場時にも使用。
5. BOY'S ON THE ROAD
  - 1991年に藤原組へ移籍後使用。
6. 太陽の光の中で
  - 藤原組在籍の1992年に使用。
7. HERO
  - 1995年鈴木が第2代キング・オブ・パンクラシストになった時、試合後使用された。
8. MIDNIGHT HIGHWAY
  - 1996年に鈴木が負傷欠場していた際、パンクラスの会場で鈴木を感じさせるために客出し時に使用されていた。
9. MIDNIGHT HALLELUJAH
  - 1993年から1994年にかけて鈴木がモーリス・スミスにリベンジ戦に挑む際に使用された。
10. 風になれ （初代1995Verion）
  - 1995年、キング・オブ・パンクラシスト初防衛戦から使用。
11. Yesterday,Today & Tomorrow
  - 鈴木が『風になれ』での入場に苦しさを感じ、それを中村に伝え制作に至った[2]。2000年から使用。当時の音源が紛失していたため新録音。
12. 風になれ（2代目2004Verion）
  - 2004年以降の新日本プロレス参戦時に使用。
13. where is my Hero
  - 2004年11月の佐々木健介との試合時に使用。
14. The Beautful days〜風になれ2〜2
  - 2010年、全日本プロレスで、船木誠勝と対戦した際に使用。
15. 風になれ〜guitar storm ver〜
  - 「風になれ」Instrumental仕様。鈴木が勝利時会場に流れる音源。
16. Run Fof You
  - このアルバムのために書き下ろしの中村が鈴木に捧げる新曲。

## 初回限定盤

### 68頁ブックレット『鈴木みのるx中村あゆみ「風になれ」メモリアル・ブック』
1. 中村直筆の『風になれ』歌詞
2. 『風になれフェスティバル』フォトアルバム
3. 鈴木みのるオフィシャルブログ「風になれ」スペシャルエディション
  - 鈴木のブログの中から『風になれ』関連のトピックをまとめさらに大幅書き下ろしを加えた物。
4. 中村と鈴木による収録楽曲解説ライナーノーツ
5. 『風になれ』歴代3仕様ジャケットを含むアートワーク集

### DVD収録内容
2014年に開催された中村と鈴木のコラボレーション興行「あゆみのるプレゼンツ『風になれフェスティバル』」の模様を全収録のほか、『風になれ』のミュージックビデオ、鈴木の試合で中村が生歌唱した2つの入場シーンを収録。
1. 鈴木みのる『風になれ』プロレス『風になれフェスティバル』全3試合の模様。副音声は鈴木と試合に出場したミッドナイト・エンジェル、佐藤光留、中村によるアフレコ対談。
2. 中村あゆみ 熱狂の60分1本フルバンドLIVE奏曲：「BROTHER」「Rolling Age」「HERO」「ベイエリアの少年」「翼の折れたエンジェル」「金曜日のバレリーナ」「MIDNIGHT HALLEUJAH」「悲しみの詩（未作成のVOICEシリーズでカバーされた楽曲）」「風になれ」
3. 中村あゆみx鈴木みのる「風になれ」スペシャル・トークショー

### DVD特典映像
『風になれ〜I have to be a lonely warrion, tonight〜』ミュージック・ビデオ
- 鈴木みのる入場シーンx中村あゆみ「風になれ」生歌唱
- 鈴木みのる20周年記念興行（2008年6月17日）
- 新日本プロレス レッスルキングダム7 〜EVOLUTION〜（2013年1月4日）